# Gabriel Bien-Aimé
Gabriel Bien-Aimé (* in Cap-Haïtien; † 15. Mai 2010 in Gonaïves) war ein haitianischer katholischer Priester, Befreiungstheologe, Manager und Politiker.

## Leben
Der aus dem Norden Haitis stammende Bien-Aimé studierte nach dem Schulbesuch Katholische Theologie und war nach seiner Priesterweihe als Pfarrer in der Kirchengemeinde Saint-Gerard im Süden von Port-au-Prince tätig und dort bei seiner Gemeinde als „Pè Gabi“ (Pater Gabi) bekannt. Neben anderen Priestern wie Jean-Bertrand Aristide, Jean-Marie Vincent und Jean-Pierre Louis engagierte er sich auch in der von der Befreiungstheologie geprägten Bewegung „Ti Legliz“ („Kleine Kirche“, in Haiti die übliche Bezeichnung einer Basisgemeinde).
1994 wurde er Generaldirektor im Ministerium für religiöse Angelegenheiten, ehe er 2001 Gründer von Fondespoir, einer Organisation für Mikrofinanzen wurde.
Im Juni 2006 wurde er als Vertreter der Organisation Politique Lavalas (OPL) von Premierminister Jacques-Édouard Alexis zum Minister für Nationale Erziehung und berufliche Bildung (Ministre de l’Education nationale et de la formation professionnelle) in dessen Regierung berufen, der er bis April 2008 angehörte. In dieser Funktion begann er ein mit Mitteln der Europäischen Union umfangreiches Reformprogramm, das die Ausweitung von Lehrerstellen, Klassenräumen und Unterrichtsmaterial vorsah. Darüber hinaus wollte er den Anteil von 80 Prozent der Erziehung in Privatschulen und 20 Prozent in öffentlichen Schulen umkehren. Dies hätte zu einem Anstieg der Ausgaben für Erziehung von 8 Prozent des Staatshaushalts im Jahr 2008 auf 13 Prozent im Haushaltsjahr 2009 sowie einem langfristigen Anteil im Haushaltsplan von jährlich 25 Prozent geführt. In diesem Zusammenhang sah er sein Programm als eine Förderung der „Erziehung für alle“.
Nach seinem Ausscheiden aus der Regierung wurde er Stellvertretender Vorstandsvorsitzender des Nationalrates für öffentliche Finanzen (Konsey Nasyonal Finansman Popile, KNFP) sowie Vorstandsmitglied der Nationalen Vereinigung der Institutionen für Mikrofinanzen (Association Nationale des Institutions de Micro Finance d’Haïti, ANIMH).
Bien-Aimé, der am 15. Mai 2010 an den Folgen eines Herzinfarkts starb, galt als möglicher Kandidat bei den nächsten Präsidentschaftswahlen.